# Socompa
Socompa je masívní, převážně dacitový stratovulkán, nacházející se na argentinsko-chilské státní hranici, asi 35 km jihozápadně od stratovulkanického komplexu Pular. V okolí sopky se nachází plošně největší depozit pyroklastik (rozloha přes 600 km², délka asi 40 km, objem přes 25 km³) na světě, pocházející z mohutné erupce, při které došlo k destrukci stěn vulkánu, podobné erupci St. Helens z roku 1980. Pozdější sopečná činnost vyprodukovala několik lávových dómů, které vyplnily vrchní část srázu, vzniklého destrukcí.